# Piotrowiec (Sainte-Croix)
Pour l’article homonyme, voir Piotrowiec (Pieniężno).
Piotrowiec est une localité polonaise de la gmina de Łopuszno, située dans le powiat de Kielce en voïvodie de Sainte-Croix.